# Шафранко, Павол
Павол Шафранко (словац. Pavol Šafranko; 16 ноября 1994, Стропков, Словакия) — словацкий футболист, нападающий клуба «Сабах» и сборной Словакии.

## Клубная карьера
Шафранко — воспитанник клуба «Татран». В 2013 году он дебютировал за команду в Первой лиге Словакии. В своём втором сезоне Павол стал лучшим бомбардиром команды. В 2016 года перешёл в «Шпорт». 27 февраля в матче против «Сеницы» дебютировал в чемпионате Словакии. 2 апреля в поединке против «Земплина» Павол забил свой первый гол за «Шпорт».
В начале 2017 года Шафранко перешёл в ДАК 1904. 18 февраля в матче против своего предыдущего клуба «Шпорта» он дебютировал за новую команду. 25 февраля в поединке против своего родного клуба «Татран» Павол забил свой первый гол за ДАК 1904.
Летом 2017 года Шафранко подписал контракт с датским «Ольборгом». 26 августа в матче против «Орхуса» он дебютировал в датской Суперлиге. 24 сентября в поединке против «Люнгбю» Павол забил свой первый гол за «Ольборг».

## Карьера в сборной
8 января 2017 года в товарищеском матче против сборной Уганды дебютировал за сборную Словакии. В том же году в составе молодёжной сборной Словакии Шафранко принял участие в молодёжном чемпионата Европы в Польше. На турнире он сыграл в матчах против команд Польши, Англии и Швеции. В поединке против поляков Павол забил гол.